# 싱가포르 항공 21편과 22편
싱가포르 항공 21편(영어: Singapore Airlines Flight 21)은 한 때 정기 무착륙 비행 노선 중에서 최장거리 노선으로 운항 노선은 미국의 뉴어크 리버티 국제공항에서 싱가포르의 싱가포르 창이 국제공항을 연결한다. 비행 거리는 15,345km로 총 비행 시간은 18시간 30분이다. 에어버스 A350-900ULR 기종으로 운항한다.

## 개요
이 노선은 2004년에 신설 했으며 미주 노선과 다른 점이 있다면 태평양으로 운항하지 않고 북쪽과 남쪽 방향을 따라 캐나다, 북극해, 러시아, 몽골, 중화인민공화국을 통해 운항한다. 또한 반대로 가는 경우 22편으로 운항하며 비행 시간은 기존 시간보다 15분 단축된다. 개설 초기 이코노미 클래스로 2-3-2 좌석을 배치해 운영했다가 2008년에 단계별로 비즈니스 클래스로 전환했다. 그러나 세계 경기 침체로 인해 수요가 감소와 연료비 폭등으로 인해 2012년 10월에 싱가포르항공측에서 이 노선을 2013년 11월에 단항하고 이와는 별도로 싱가포르 창이 국제공항 ~ 나리타 국제공항 ~ 로스앤젤레스 국제공항간 국제선 노선이 신설되었다. 에어버스 A350-900ULR 기종이 도입되어 2018년 10월 11일에 재취항하였다.

## 같이 보기
- 콴타스 항공 7편
- 중국남방항공 327편